# Lichtensteig
Lichtensteig est une ville et une commune suisse du canton de Saint-Gall, située dans la circonscription électorale de Toggenburg.

Vue aérienne (1946)

## Culture
La vieille ville est reconnue comme bien culturel suisse d'importance nationale.
La commune fait partie depuis 2017 de l'association Les plus beaux villages de Suisse.

## Manifestations
- Le festival de jazz

## Personnalités
- Jost Bürgi
- Hans-Ulrich Scherrer
- Arnold Schweitzer